# (73166) 2002 GF166
(73166) 2002 GF166 – planetoida z pasa głównego asteroid okrążająca Słońce w ciągu 4,07 lat w średniej odległości 2,55 j.a. Odkryta 15 kwietnia 2002 roku.